# Трудолюбовка (Бахчисарайский район)
Трудолю́бовка (до 1945 года Но́вый Бодра́к; укр. Трудолюбівка, крымскотат. Yañı Badraq, Янъы Бадракъ) — село в Бахчисарайском районе Республики Крым, в составе Скалистовского сельского поселения (согласно административно-территориальному делению Украины — Скалистовского сельсовета Автономной Республики Крым).

## Современное состояние
В Трудолюбовке 6 улиц и переулок, в селе 173 двора, в которых, по данным сельсовета на 2009 год, проживало 507 человек, площадь — 53,6 гектара, входит в состав ЗАО (бывшего колхоза) им. Чапаева. В Трудолюбовке действует фельдшерско-акушерский пункт, сельский клуб, имеются парк и магазин. Сельский водопровод питается водой, в основном, из источника Эмиров родник.

## Население
| 2001 | 2014 |
| ---- | ---- |
| 514  | ↘512 |

Всеукраинская перепись 2001 года показала следующее распределение по носителям языка
| Язык             | Процент |
| ---------------- | ------- |
| русский          | 62.26   |
| крымскотатарский | 23.15   |
| украинский       | 4.86    |
| другие           | 0.77    |

### Динамика численности
| - 1915 год — 450 чел. - 1926 год — 571 чел. - 1939 год — 130 чел. - 1989 год — 404 чел. | - 2001 год — 514 чел. - 2009 год — 507 чел. - 2014 год — 512 чел. |

## География
Трудолюбовка расположена в северо-восточной части района, в начале Внутренней гряды Крымских гор, протянувшейся от Салгира до Качи. Здесь пролегает древний путь, на котором стояли средневековые города от Мангупа до Неаполя-Скифского, включая расположенную в 3-х километрах Баклу — пещерный город VI—XIV веков.
Село расположилось на правом берегу долины реки Бодрак, левого притока Альмы, на 5 километре автодороги 35К-019 Новопавловка — Научный (по украинской классификации — Т-0116) от шоссе 35Р-001 (Симферополь — Севастополь), высота центра села над уровнем моря — 268 м. До Бахчисарая от села около 20 километров, до Симферополя — около 25 км. Ближайшая железнодорожная станция — Почтовая — в 7 км. Соседние сёла — Скалистое, в 1,5 километрах ниже по реке, и Прохладное — в 2,5 км южнее.

## История
Село Новый Бодрак основан во второй половине XIX века. Впервые упоминается в 1886 году в книге епископа Гермогена « Справочная книжка о приходах и храмах Таврической епархии» как Бодрак между скалами, но в приведённом списке поселений Мангушской волости как отдельная деревня ещё не значится. На карте 1890 года уже обозначена деревня Новый Бодрак с 12 дворами, населёнными русскими.
После земской реформы 1890-х годов деревню передали в состав новой Тав-Бодракской волости. По Статистическому справочнику Таврической губернии. Ч.II-я. Статистический очерк, выпуск шестой Симферопольский уезд, 1915 год, в селе Бодрак русский Тав-Бодракской волости Симферопольского уезда 80 дворов с русским населением в количестве 450 человек приписных жителей. Общинная земля — 2463 десятины удобной земли и 150 десятин неудобий числилась совместно с селом Мангуш, земельные наделы были у всех хозяйств. В хозяйствах имелось 325 лошадей, 42 волов и 75 коров, 98 телят и жеребят и 164 головы мелкого скота.
После установления в Крыму Советской власти, постановлением Крымревкома от 8 января 1921 года была упразднена волостная система и село вошло в состав Бахчисарайского района Симферопольского уезда (округа), а в 1922 году уезды получили статус округов. 11 октября 1923 года, согласно постановлению ВЦИК, в административное деление Крымской АССР были внесены изменения, в результате которых был создан Бахчисарайский район и село включили в его состав. Согласно Списку населённых пунктов Крымской АССР по Всесоюзной переписи 17 декабря 1926 года, в селе Ново-Бодрак, центре Ново-Бодракского сельсовета Бахчисарайского района, числилось 116 дворов, из них 114 крестьянских, население составляло 571 человек (260 мужчин и 311 женщин). В национальном отношении учтено: 565 русских, 4 украинца, 1 грек, 1 еврей, действовала русская школа. По данным всесоюзной переписи населения 1939 года в селе проживало 130 человек.

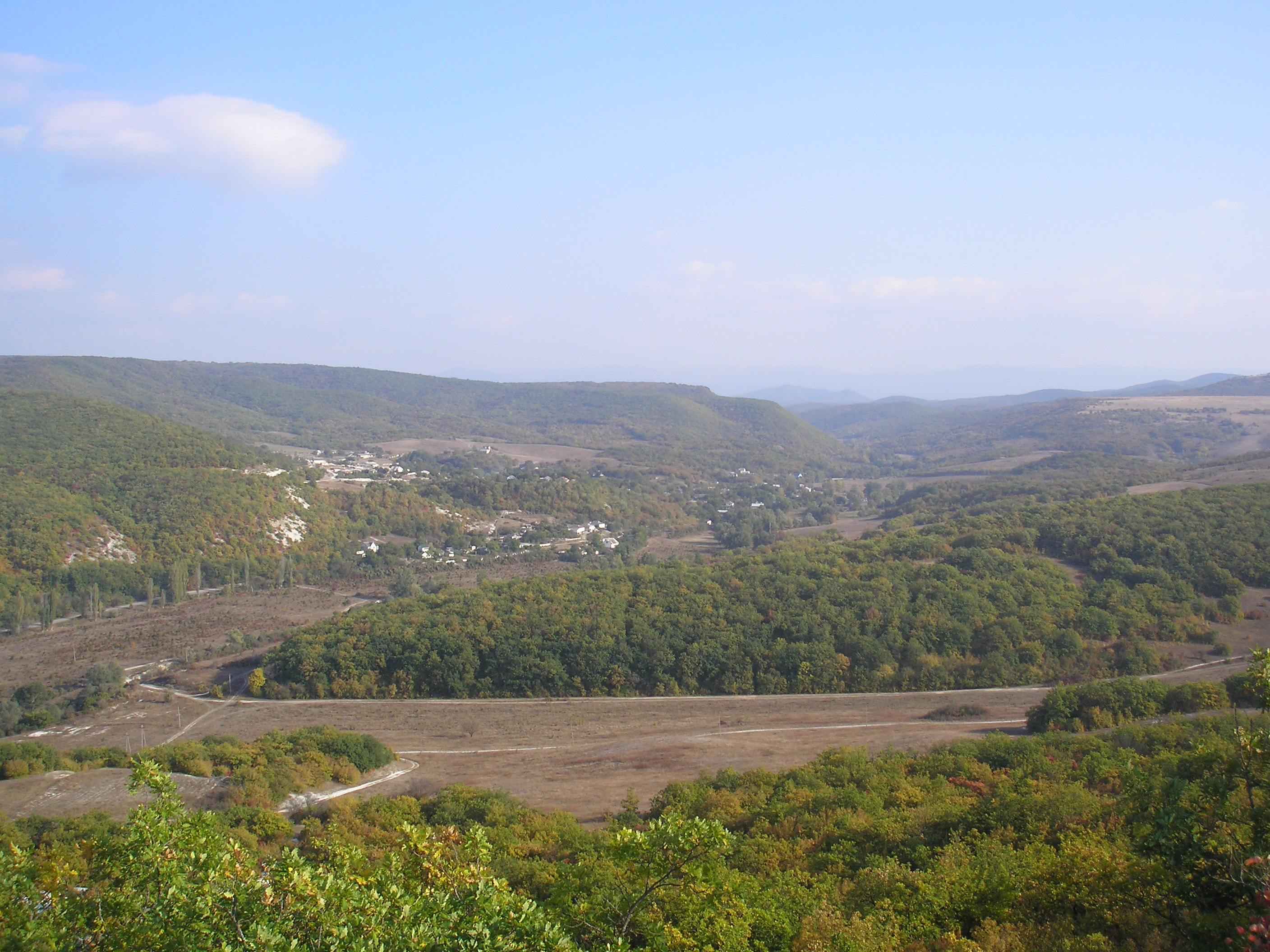
Вид с запада
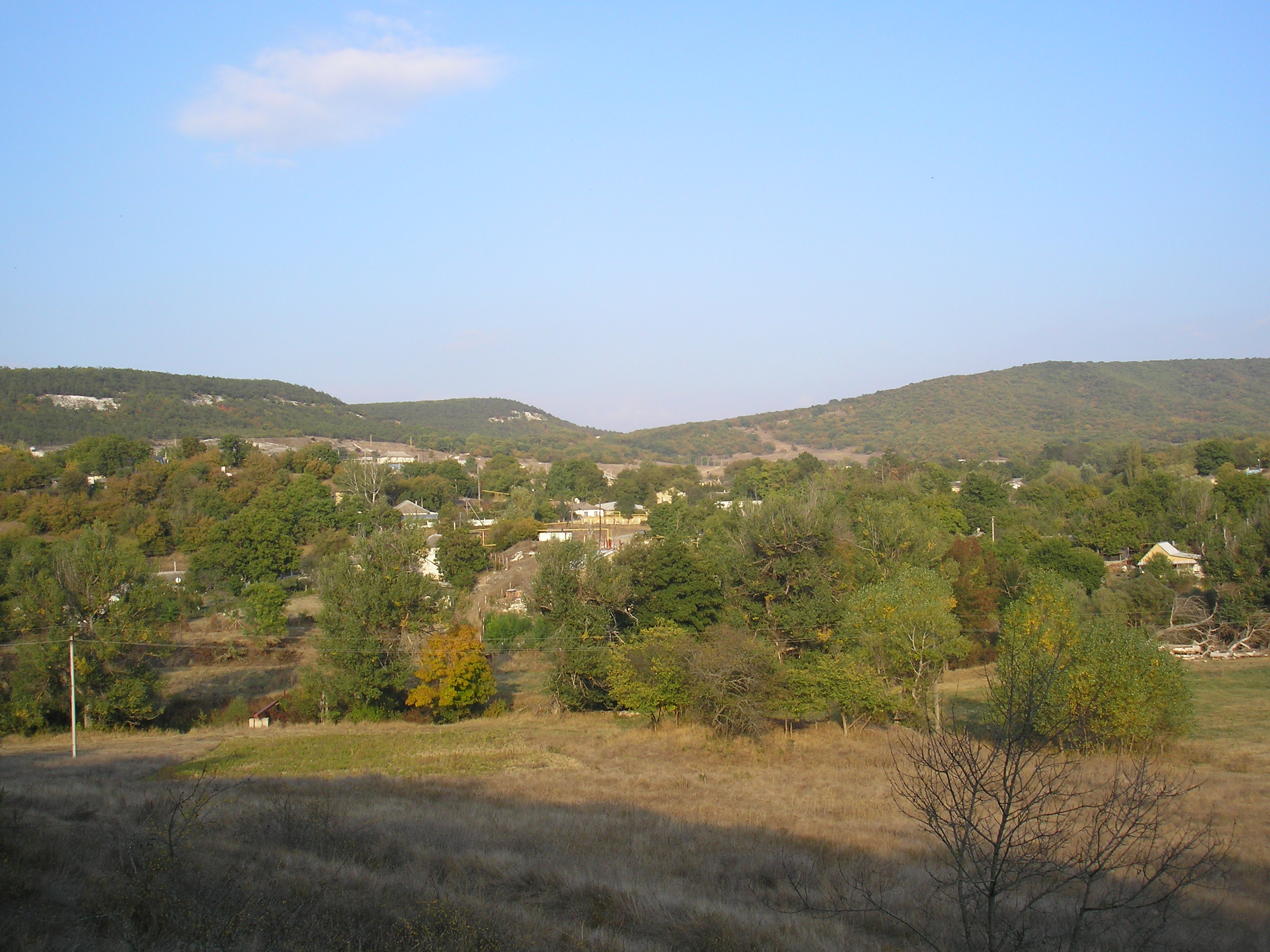
Средняя часть села
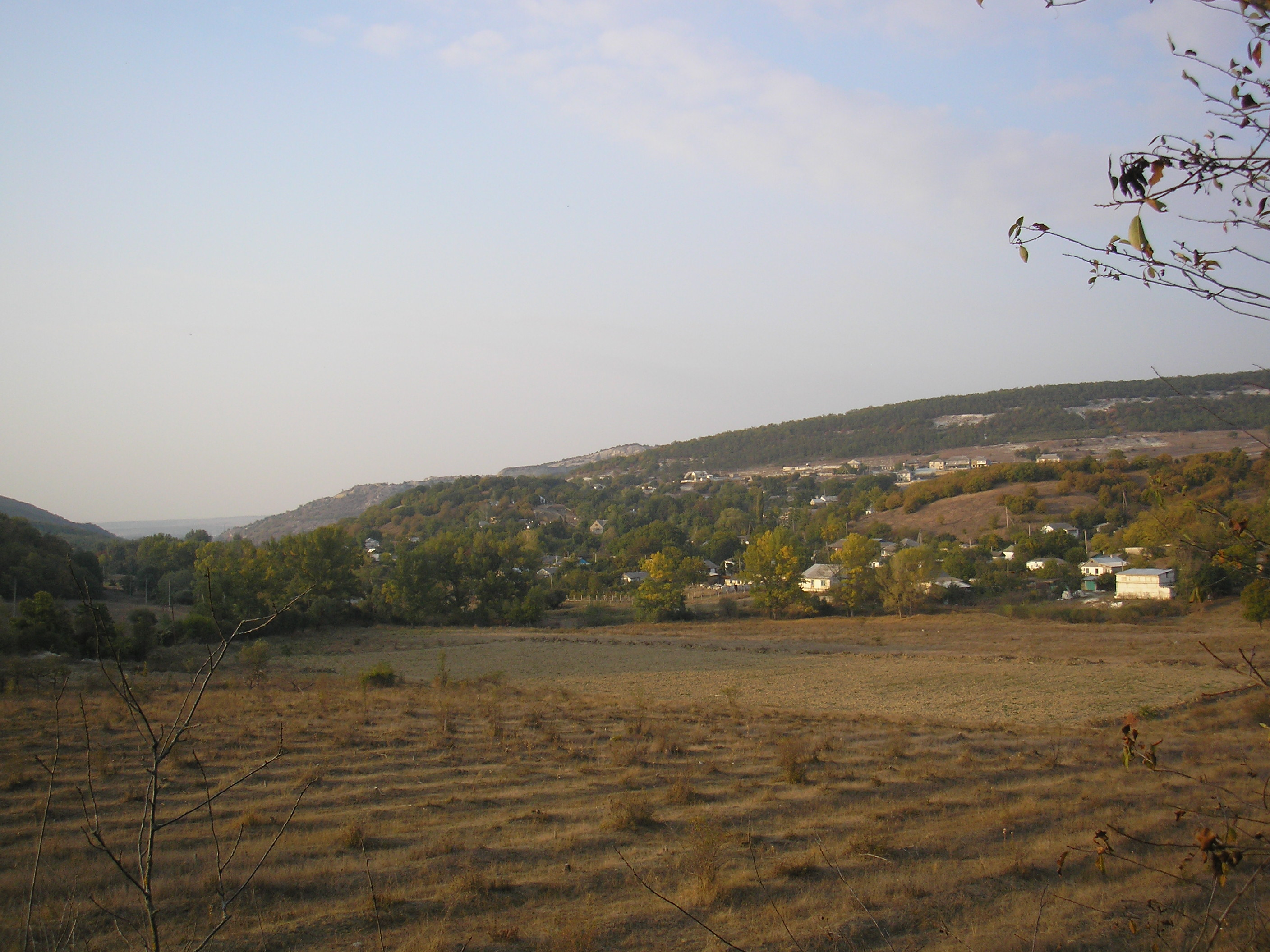
Восточная часть
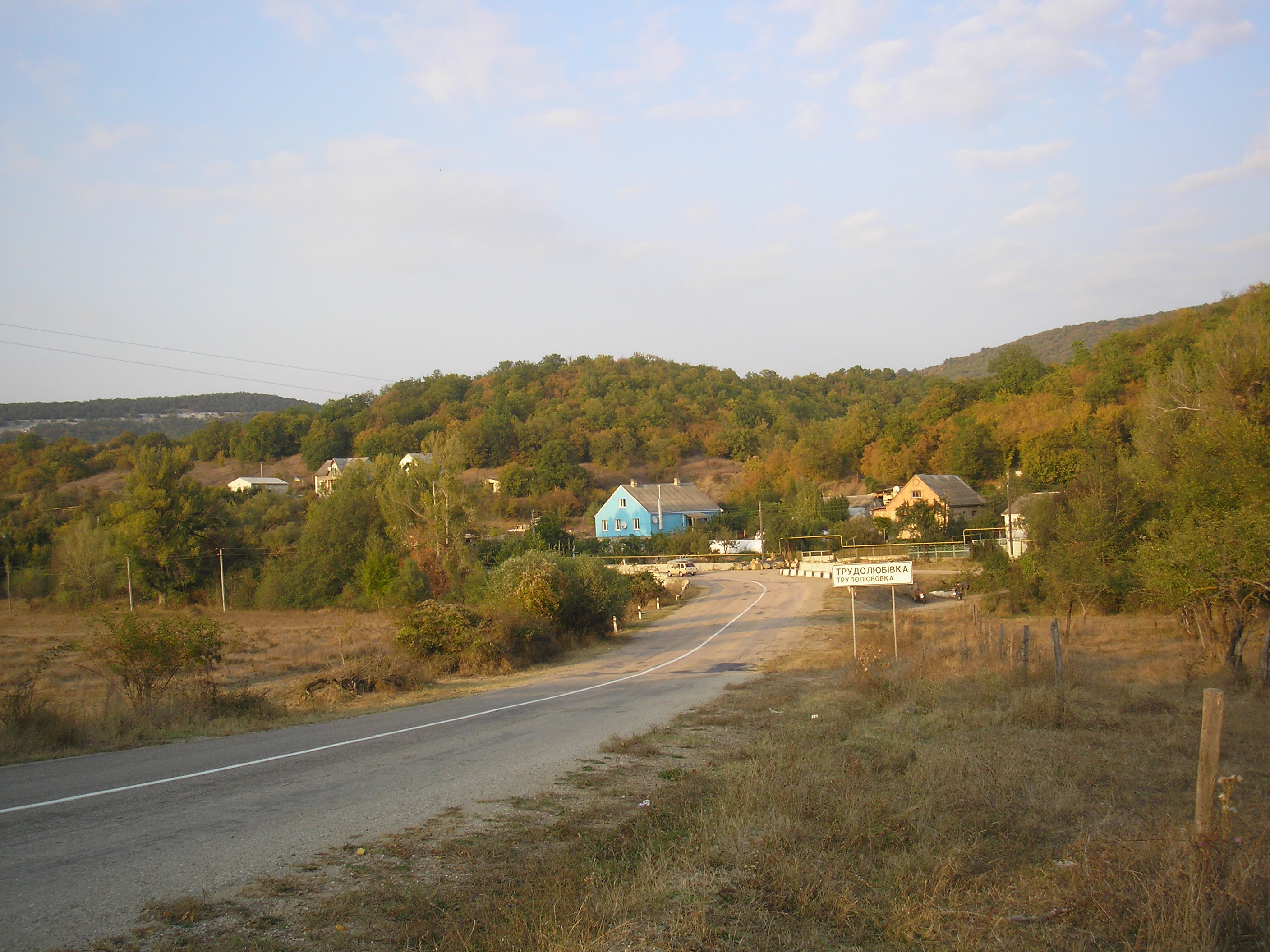
Въезд со стороны Прохладного
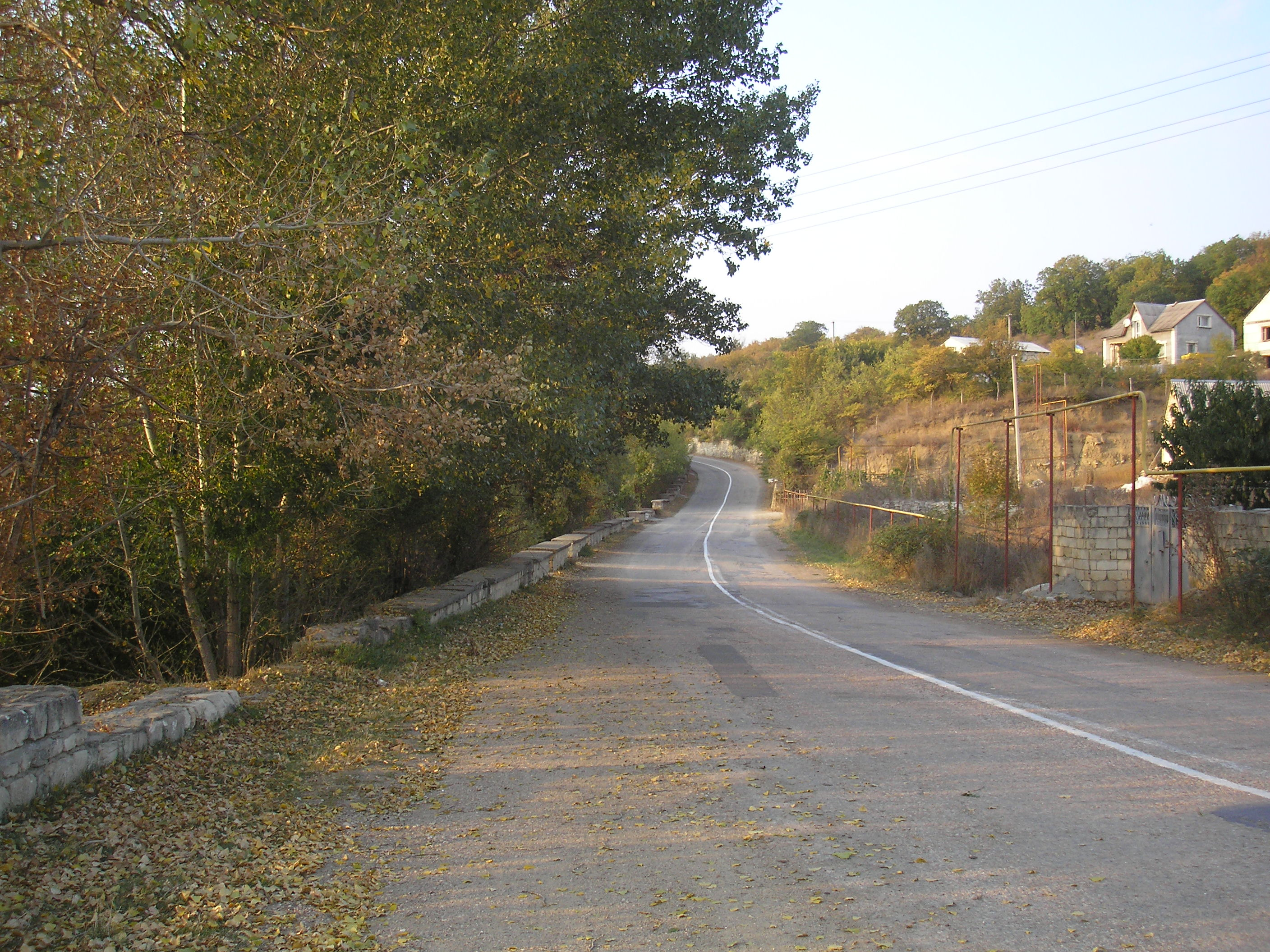
Шоссе через село

В 1944 году, после освобождения Крыма от фашистов, 12 августа 1944 года было принято постановление № ГОКО-6372с «О переселении колхозников в районы Крыма» по которому в район планировалось переселить 6000 колхозников и в сентябре 1944 года в район приехали первые новосёлы (2146 семей) из Орловской и Брянской областей РСФСР, а в начале 1950-х годов последовала вторая волна переселенцев из различных областей Украины. Указом Президиума Верховного Совета РСФСР от 21 августа 1945 года село Новый Бодрак было переименовано в Трудолюбовку, с соответствующим переименованием сельсовета. Имеется информация, что название было изменено постановлением № 47 исполкома Бахчисарайского райсовета от 27 ноября 1946 года. С 25 июня 1946 года — в составе Крымской области РСФСР, которая 26 апреля 1954 года была передана из состава РСФСР в состав УССР.
Время упразднения сельсовета пока не установлено: на 15 июня 1960 года село уже числилось в составе Скалистовского. По данным переписи 1989 года в селе проживало 404 человек. С 12 февраля 1991 года село в восстановленной Крымской АССР, 26 февраля 1992 года переименованной в Автономную Республику Крым. С 21 марта 2014 года — в составе Республики Крым (Российская Федерация).
С 1952 года в Трудолюбовке размещается Крымская геологоразведочная практика Ленинградского государственного университета (ныне — представительство Санкт-Петербургского государственного университета).